# Communion (label)
Pour les articles homonymes, voir Communion (homonymie).
 (avril 2015).
Communion est un label discographique fondé à Londres en 2006 par Ben Lovett (Mumford and Sons), Kevin Jones (Bear's Den) et Ian Grimble (producteur / technicien de The Manics, The Fall et Travis). Cette organisation musicale est une plateforme indépendante pour l'insertion des jeunes artistes dans l'industrie musicale à Londres.

## Description
Le but de ce projet est d'accompagner et de promouvoir des artistes émergents locaux en organisant des « Club Nights », des soirées qui se déroulent une fois par mois au London’s Notting Hill Arts Club, club où a vu le jour ce projet. Dans cette optique de soutien, l'organisation paye les artistes avant même qu'ils ne se produisent sur scène.
Ben Lovett conçoit Communion comme une organisation à visée collaborative dont l'objectif est de proposer une nouvelle voie d'accès dans le milieu de la musique, hors des pressions et des exigences actuelles. Pour ce faire, ils organisent des tournées « à l'ancienne » pour leurs jeunes artistes, à l'instar du Austin to Boston Tour aux États-Unis.
Au fur et à mesure que l'organisation se développe, Communion s'étend et organise des showcases au Royaume-Uni dans les villes de Brighton, Bristol, Leeds, Manchester, York, Oxford, Édimbourg, Glasgow, Dublin et Belfast, puis à l'international avec les villes de Melbourne, Nashville, San Francisco et New York, notamment au Rockwood Music Hall.
L'organisation a réalisé plus de cinq cents soirées, normalement composées de 5 à 6 intervenants musicaux, dont un DJ. Des artistes tels que Mumford and Sons, Jay Jay Pistolet, Anna Calvi, Laura Marling, Ben Howard, Peggy Sue et Noah and the Whale se sont produits lors de ces soirées.
L'original London Club Night continue d'être programmé le premier dimanche de chaque mois au London’s Notting Hill Arts Club.

## Communion Presents
Au cours de son développement, Communion décide également de programmer des showcases sous le nom de « Communion Presents » dans de nombreux sites à Londres : des églises privées, des endroits adaptés pour la scène musicale (public de plus de 1000 personnes) et d'autres lieux reconnus tels que KOKO ou bien encore la Brixton Academy.
Communion Presents est également en étroite collaboration avec d'autres pionniers de la musique live, notamment the SXSW conference qui se tient à Austin au Texas, The Camden Crawl, HMV’s Next Big Thing series, The NME Awards, le festival Open House de Belfast, ainsi que beaucoup d'autres clubs et organisations, tous engagés dans la promotion de nouveaux artistes.
Communion a pour objectif d'accompagner et de guider pas à pas les artistes : showcases en local puis à travers le pays, suivis de concerts à l’international, la sortie d'un EP et pour finir, la consécration avec l'enregistrement d'un album.

## Communion Records

### Historique
Communion décide de se doter d'un label en 2009 qui gère les enregistrements des EPs et des albums, souvent produits par les fondateurs de Communion. Le label a ainsi enregistré des artistes tels que Michael Kiwanuka, Nick Mulvey, Willy Mason, Matthew et the Atlas, Bad Suns, Catfish and the Bottlemen, Bear’s Den et Daughter. Le label a également produit des compilations qui regroupent certains titres composés par leurs artistes. Communion Records est aussi en collaboration avec Island Records, avec qui ils ont co-produit l'enregistrement de Gotye, Ben Howard, Deap Vally et Half Moon Run. Selon Ben Lovett, l'objectif de leur label est de produire des artistes dont les chansons ont un style singulier, ne sont pas soumises aux tendances musicales actuelles et dont la composition est soignée. D'après Kevin Jones, aucun des cofondateurs ne possédait une expérience en tant que directeur de label et tout s'est déroulé d'une manière naturelle. « On en est arrivé à un point où les clubs où se produisaient nos artistes ne pouvaient pas gérer plus de 200 personnes. Nous nous sommes donc retrouvés avec nos groupes sans savoir quoi faire de plus. Nous avons alors eu accès à un studio et nous avons tout enregistré. Je suppose qu'inviter certains de nos artistes à enregistrer était la prochaine étape logique, même si ça n'avait jamais été prévu au départ. C'était juste en accord avec les missions que nous nous étions fixés. »

### Compilations
Communion a créé et développé son label avec l'enregistrement de compilations. Leur but est d'assurer un démarrage efficace dans le milieu musical pour les jeunes compositeurs et artistes, mais également d'intégrer à la « famille » d'autres artistes qui ont déjà signé avec des labels différents.
- Première compilation : Communion Compilation. Sortie en avril 2011, cette compilation regroupe les enregistrements inédits de 21 artistes comme Mumford and Sons, Johnny Flynn, Alessi’s Ark, Benjamin Francis Leftwich ou JJ Pistolet (membre actuel de The Vaccines).
- Deuxième compilation : The Flowerpot Sessions. Sortie le 30 mai 2011, cette compilation a été réalisée au cours d'une session d'enregistrement sur une semaine complète dans le pub The Flowerpot. Le label a encouragé la collaboration entre artistes pendant la composition et l'enregistrement des morceaux. La compilation contient donc l'enregistrement live de morceaux originaux composés par 23 artistes dont Angus and Julia Stone, Damien Rice, The Staves, Lissie et Kill it Kid[4].
- Troisième compilation : New Faces. Cette dernière compilation en date, sortie en 2012, présente les artistes que Communion a soutenus en 2011 comme Michael Kiwanuka, Ben Howard, Keaton Henson, Matt Corby ou Joe Banfi[4].

## Festivals
Communion a élargi ses objectifs en organisant des festivals qui se produisent chaque année : Bushstock et Communion in the Redwoods. L'organisation participe également à de grands festivals comme The Great Escape, Camden Crawl, South by Southwest, Bestival et CMJ.

### Bushstock
Bushstock est un festival qui se déroule chaque année au printemps depuis 2010 à Shepherd's Bush, un quartier situé dans l'ouest de Londres. Il regroupe les artistes de Communion Records et ceux de Communion Presents. Ce festival a déjà programmé des artistes tels que George Ezra, Hozier, Bastille, Daughter, Michael Kiwanuka, Willy Mason... Les six scènes du festival accueillent également les nouveaux artistes intégrés au groupe Communion.

### Communion in the Redwoods
Communion in the Redwoods était un festival en plein air qui se déroulait sur 3 jours à Big Sur en Californie. Il a débuté en 2011 et s'est arrêté au bout de trois ans.

## Communion à l'international

### Aux États-Unis
Communion s'est établi aux États-Unis avec la programmation de deux tournées.
La première regroupait les artistes : The David Mayfield Parade, Lauren Shera et Matthew and The Atlas.
Au printemps 2012, la seconde tournée « Austin to Boston » s'est effectuée avec Ben Howard, The Staves, Bear's Den, Gill Landry et Nathaniel Rateliff. À bord d'un vieux camping car Volkswagen conduit par Ben Lovett, ils ont parcouru le sud et le sud ouest des États-Unis et ont participé à une douzaine de festivals. La tournée Austin to Boston a été enregistrée sous forme de long-métrage documentaire par James Marcus Haney.
Les deux divisions de Communion, Communion Presents et Communion Records, sont basées à New York. Communion Presents US programme des « Club Nights » chaque mois à New York et à Nashville.

### En Australie
La division australienne de Communion organise une soirée par mois dans le centre de Melbourne dans le bar The Toff In Town.

## Artistes produits par Communion Records
Liste des artistes dont un EP ou un album est exclusivement produit par le label Communion Records :
- Bad Suns
- Bear's Den
- Catfish and the Bottlemen
- Caveman
- Daughter
- Foy Vance
- Gabriel and the Hounds
- Gotye
- Joe Banfi
- Matthew and the Atlas
- Michael Kiwanuka
- Ministry of Stories
- Mikhael Paskalev
- Nathaniel Rateliff
- Nick Mulvey
- Pale Seas
- Pete Roe
- Rubblebucket
- Story Books
- Tamino
- Tennis
- The Trouble With Templeton
- Three Blind Wolves
- Treetop Flyers
- Twin Peaks